# Papež Janez XIV.
Papež Janez XIV. (latinsko Papa Joannes Decimus Quartus), katoliški Rimljan italijanskega porekla, škof in papež; * 10. stoletje Pavia (Italijansko kraljestvo, Vzhodno Frankovsko kraljestvo), † 20. avgust 984 Rim (Sveto rimsko cesarstvo, danes: Italija) 

Bil je papež od svoje izvolitve novembra 983 do smrti 20. avgusta 984.

## Življenjepis
Janez XIV.  (latinsko Joannes Decimus Quartus) je po seznamu papežev 136., v Mračnem stoletju pa 30. papež. Je tudi prvi papež iz Lombardije.

### Mladost in cerkveni vzpon
Pietro Canepanova se je rodil v Paviji; pred svojim povzdignjenjem na papeški sedež je bil 35. škof svojega rojstnega kraja  od 971.  in cesarski nadkancler Otona II.. . Otonijevci so mu bili naklonjeni, zlasti žena Otona II., cesarica Teofana; na ta način je hitro napredoval na cerkveni lestvici – ne le kot pavijski škof, ampak tudi kot predstavnik nemškega cesarskega dvora, s katerim se je srečal junija 980.

Za svoj političen in cerkven vzpon pred papeškim posvečenjem se ima zahvaliti predvsem cesarjem Otonu I., Otonu II. in cesarici Teofani; že izbor za pavijskega škofa je bil sad prizadevanj Otona I., ki je bival v Italiji od 966 do 972. Liber pontificalis (s. 259) omenja, da se je rodil v Paviji. Nekateri zgodovinarji (C. Manaresi, E. Hoff) menijo, da je pripadal ugledni družini Obertenghi. 

### Pavijski škof
Pietro je bil pavijski škof od 971 do 983 po volji Janeza XIII.. Med svojim škofovanjem je dosegel mnogo privilegijev za svoj škofijski sedež. Na svojo zahtevo je novembra 976 dosegel potrditev vseh škofijskih posestev in zagotovilo cerkvene nedotakljivosti. Poskušal se je mešati v notranje življenje nekaterih samostanov; ker pa so bili podrejeni neposredno Svetemu sedežu, je prišel z njim v spor. Zaradi svojih pogostnih obveznosti kot cesarski kancler verjetno ni imel veliko časa za dušnopastirsko dejavnost. 

Preden je ponudil papeštvo svojemu kanclerju Petru, je cesar Oton ponudil brezuspešno papeški prestol klinijskemu svetniško živečemu opatu Majolu, ki pa je vabljivo ponudbo gladko zavrnil. Sledila so dolga pogajanja, v katerih je hotel cesar prepričati Petra, naj sprejme imenovanje; to lahko pojasni kar štirimesečno nezasedenost ali sedisvakanco. 

## Papež
Po smrti Benedikta VII. je bil torej izvoljen za papeža pavijski škof Pietro Canepanova, ki si je izbral ime Janez XIV.. Kakor je smrt Otona I. pomenila konec in katastrofo za Benedikta VI., prav tako je smrt Otona II. označila konec Janeza XIV. Oton III. je imel tedaj komaj tri leta, mati-namestnica pa je imela zadosti skrbi z nemško državljansko vojno, ki jo je zopet začel  sorodnik, vojvoda Henrik Bavarski. Ni našla niti časa niti načina, da bi zaščitila škofa v oddaljenem Rimu, ki je sicer užival njeno veliko naklonjenost. Janez XIV., ki je dal odvezo umirajočemu 28-letnemu Otonu II. dne 7. decembra 983, je dojel, da bo moral pobegniti, če si hoče rešiti življenje, vendar je bilo že prepozno.

### Izvolitev in izbira imena
Ko so Otonovci utrdili položaj svetorimskega cesarstva, so skušali postaviti na Petrov sedež svojega kandidata. Ob smrti Benedikta VII. julija 983) je Oton II mislil postaviti na papeški sedež klinijskega opata Majola, ki je bil znan po svoji obnoviteljski vnemi in osebni svetosti. Ko pa je le-ta zavrnil, je padel izbor na njegovega nadkanclerja, ki je bil tedaj kardinal-diakon.  Domnevajo, da je bil imenovan novembra, ko se je cesar vrnil v Rim; prve papeške listine so označene z decembrom. Na začetku tega mesca je papež posvetil – na cesarjevo priporočilo – diakona Aloneja za nadškofa v Beneventu. .

Posvečen in umeščen za papeža je bil 6. januarja 984..
Ker je bilo njegovo krstno ime Peter, je sklenil, da ga bo zamenjal v znamenje ponižnosti z drugim imenom: da bi se izognil povezanosti s samim apostolom Petrom. Po Janezu II. (Mercurio), Janezu III. (Catalino) in Janezu XII. (Ottaviano), je bil Peter četrti papež, ki je zamenjal svoje papeško ime.

### Žrtev zarote
Njegovega zaščitnika, cesarja Otona II., je sveti Majol zaman odvračal od potovanja v Rim, češ da ga bo tam doletela smrt. Cesar pa se je kljub temu podal na pot: zaradi papeških volitev in umeščanja, pa tudi, da bi se maščeval Saracenom za hud poraz. V nezdravem rimskem podnebju pa je zbolel za malarijo ne dolgo po Janezovi izvolitvi za papeža, ter mu je papež lahko le še podelil zakramente za umirajoče. Cesar je umrl v cvetu svojih let v Rimu v papeževem naročju, star komaj 28 let.  Cesarska družina, na čelu z vdovo Teofano, ki je postala namestnica triletnemu sinu Otonu III., se je sklenila vrniti v  Nemčijo, kjer je grozila nasledstvena državljanska vojna. Nekateri viri menijo, da je prav Bonifacij VII. po svojih privržencih povzročil prezgodnjo smrt Otona II., ker ga je le-ta čvrsto držal na brzdi.  Sedaj je ostal Janez XIV. brez varstva nasproti mogočnim rimskim rodovinam, ki so črtele tega cerkvenega predstavnika nemškega cesarja. Giovanni Crescenzi II. (z nadevkom Nomentano) – privrženec Bizantincev, je omogočil vrnitev Franconu Ferrucciu – tj. Bonifaciju VII. iz Carigrada ob vsestranski podpori bizantinskega cesarja Bazilija II., Ubijalca Bolgarov, ki je z nevoščljivostjo spremljal nemško napredovanje v Sredozemlju. Zato je z velikimi častmi in močno vojsko pospremil begunca in mu obljubil vso pomoč, da bi zmanjšal ali celo izničil nemški vpliv.  

### Dela
- »Documenta Catholica Omnia« (v latinščini). Pridobljeno 6. decembra 2011.

- Prva poročila o njegovi papeški dejavnosti, ki jih lahko časovno precej točno določimo, se nanašajo na december 983. Na začetku tega meseca je papež posvetil – po posredovanju cesarja – diakona Alona za nadškofa Beneventa. 6. decembra 983 je Janez XIV. novemu nadškofu podelil pravico do nošenja palija, ter da posvečuje škofe na štirinajstih škofijskih sedežih. [14]
- Kot papež se je zavzel za clunyjevsko prenovo Cerkve, vendar svojih velikopoteznih načrtov ni mogel uresničiti, ker je njegov zaščitnik Oton II. umrl 983 star komaj 28 let; protipapež Bonifacij VII. pa je Janeza XIV. strmoglavil in ga do smrti sestradal. [15]

## Smrt in spomin

### Smrt in pokop
Bonifacij VII. je vstopil v Rim spomladi 984 s pomočjo bizantinske vojske; marca je ujel zakonitega papeža Janeza XIV. ter sklical sinodo, ki ga je odstavila. Če je že bil v zvezi s tem kak postopek, se od njega ni nič ohranilo. V ječi je skozi štiri mesece trpel vsakršno pomanjkanje, zasramovanje, pretepanje in tudi lakoto, tako da je umrl 20. avgusta 984 v Angelskem gradu od lakote ali zastrupljenja. 

Nedvomno ni bil pokopan pri Sv. Petru za časa vladanja svojega krvnika Bonifacija VII.. Večina virov pa poroča, da je bilo njegovo truplo pozneje preneseno blizu groba Janeza VIII. , ki je umrl 882, in se nahaja blizu tako imenovane Porta iudicii, pri Stari cerkvi sv. Petra. 

### Epitaf
Nagrobni napis , ki ga je videl Mallio, in za katerega je pomotoma menil, da se nanaša na Janeza X., ne govori ničesar o njegovem usodnem in tragičnem koncu. Omenja pa ime, ki ga je nosil kot pavijski škof (v. 2: "qui Petrus antea extiterat"), negovo povezanost s cesarjem Otonom II. (v. 4: "imperatori Octoni dulcis fuit atque praeclarus") in dar zgovornosti (v. 6: "dulcis in eloquio"), krotkost in dobrodelnost (v. 7: "subiectus placidus, pauperibus pius"); s temi lepimi lastnostmi je uspešno znal vladati rimsko ljudstvo (v. 5: "commissum populum Romanum in omnibus instruens"). 

Baronio pa je v pri Sv. Petru še bral tale nagrobni napis, ki ga je tudi on pripisal Janezu X., ker so ga zares krasile podobne odlike: 
| Epitaf Janezu XIV. (latinski izvirnik, del) Præsulis eximii hic requiescunt membra Joannis Extiterat dictus qui antea quippe Petrus. Sedem Papiæ blando moderamine rexit. Defunctus est Joannes papa mense Augusti die XX. | Epitaf Janezu XIV. (slovenski prevod, del) Tukaj počivajo udje rajnega cerkvenega dostojanstvenika Janeza Vsekakor se je poprej imenoval Peter. S prikupno zmernostjo je vladal pavijski sedež. Umrl je papež Janez meseca avgusta, dvajsetega dne. |

Njegov epitaf so sestavili, ko je bil njegov krvnik Bonifacij VII. še živ; zato ne omenja njegove grozovite smrti; v celoti pa se glasi takole: 
| Epitaf Janezu XIV. (latinski izvirnik) Praesulis eximii requiescunt membra Johannis Qui Petrus antea extiterat Quippe sedem Papiae blando moderamine rexit Imperatori Octoni dulcis fuit atque preclarus Commisum populum Romanum in omnibus instruens Dulcis in eloquio cunctis praeclarus amicis Subiectis placidus pauperibusque pius Defunctus est Joannes PP Romanus M. Aug. D. XX. | Epitaf Janezu XIV. (slovenski prevod) Tukaj počivajo ostanki odlične škofa Janeza, ki je poprej bil (imenovan) Peter. On je bil zares znamenit, ker je vladal sedež Pavije s hvalevredno spretnostjo in je bil ljub cesarju Otonu. Rimsko ljudstvo je zaupalo njegovim navodilom v vseh rečeh, kajti bil je prijeten v govorjenju, odličen prijatelj vseh, prijazen do svojih podložnikov in usmiljen do revežev. Janez, rimski papež, je umrl 20. avgusta. |

### Mračno stoletjeincezaropapizem
- Z vzpostavitvijo rimsko-nemškega cesarstva 962 se je začela oblikovati tudi t.i. Reichskirche (državna Cerkev). Že Karel Veliki je v nekaterih primerih sam imenoval škofe, Oton I. pa je njegov državni cerkveni sistem dopolnil. Zagotovil si je pravico imenovanja in umeščanja škofov; tako je uvedel laično investituro za visoke cerkvene službe, ki so odslej bile povezane z bogatimi fevdi. Škofje so z umeščanjem postali cesarjevi vazali, Cerkev je vse bolj postajala »osrednja državna ustanova«. V času Otona III. je laična investitura postala že reden državni sistem, istočasno pa so se pojavile številne neugodne posledice takega sestava; za Cerkev je bilo torej povezovanje s fevdalnim sistemom pogubno. [20] Z obnovo Svetorimskega cesarstva nemške narodnosti je po Mračnem stoletju nastopil torej za Cerkev čas prav tako mračnega cezaropapizma z laično investituro, kar je pripeljalo do dolgotrajnega, nepopustljivega in izčrpljujočega investiturnega boja. Cesar se je začel vmešavati v cerkvene zadeve ne le z umeščanjem škofov in opatov, ampak tudi s postavljanjem in odstavljanmjem papežev.
- Za papeže je bilo 10. stoletje vsekakor temačno obdobje in ga po pravici imenujemo Mračno stoletje. Kronika, ki jo je napisal nemški škof Liutprand, slika posvetnost na papeškem dvoru; vendar je njegova poročila treba brati s pridržkom, saj je bil pisec zelo protirimsko razpoložen - kar tudi sam izrecno poudarja - in je zato dvomno, da je pisal nepristransko. [21] Za to obdobje torej manjkajo neodvisni in nepristranski zgodovinski viri. Večino poročil o škandalih, nasilju in razvratu v Rimu je napisal torej že omenjeni Liutprand. Svojemu delu je dal pomenljiv naslov Maščevanje (Obračun, Antapodosis). Ta naslov daje slutiti, da je v svojem pripovedovnju brez dvoma pretiraval, pa tudi potvarjal zgodovinsko resnico, da bi se na ta način maščeval nekaterim ljudem, ki so se mu zamerili. Kljub Liutprandovim pretiravanjem pa je bilo v takratni družbi res marsikaj slabega, kar je najedalo tudi Cerkev tako od zunaj kot od znotraj. Tako si lahko ustvarimo mnenje, da je to bil v resnici strašen čas. [22]